# Erp (Allemagne)
Pour les articles homonymes, voir Erp.
Erp est un village en Allemagne dans le Land de la Rhénanie-du-Nord-Westphalie.

## Situation géographique
Erp est situé 25 km au sud-ouest de Cologne dans un paysage plat et ouvert. L’altitude géographique moyenne est 125 m. Le territoire communal couvre environ 1 630 ha et est entièrement cultivé (betteraves, blé, orge, pommes de terre).  Un petit ruisseau, l’Erpa, prend sa source quelques centaines de mètres à l'ouest du village et traverse celui en direction est. 
Un signe de reconnaissance visible de loin est la grande tour blanche de l’église Saint-Pantaléon au centre du village.

## Histoire
Les premières traces humaines dans le sol du territoire communal datent de l’époque préhistorique. Les noms « Erp/Erpa » sont d’origine pré-germanique (de Erl-Apa, ce qui signifie eau courante) et indiquent que le lieu est habité sans interruption depuis plus de 2000 ans. Plusieurs objets de l’époque romaine (coins, pots, briques) furent découverts dans la commune. La trace la plus visible de cette époque est la voie romaine entre Cologne et Trèves, qui traversa le sud du territoire communal. Son tracé rectiligne est encore utilisé comme chemin de terre.
La première mention officielle d’Erp date de l’année 1140. Au Moyen Âge Erp se trouva dans la sphère d’influence de l’archevêque de Cologne, pendant que le pouvoir territorial dans le village fut exercé par les comtes de Schleiden (Eifel) et à partir de 1451 par leurs successeurs, les comtes de Manderscheid-Blankenheim. À cette époque, presque tous habitants d’Erp travaillaient dans le secteur agricole. Pendant la guerre de Trente ans, en février 1642, Erp fut entièrement détruite (sauf une maison) par des troupes françaises et hessoises. Pendant le long règne (1644-1684) du comte Salentin Ernst von Manderscheid-Blankenheim, le village fut reconstruit lentement. 
L’ancien système de pouvoir trouva sa fin avec l’arrivée de troupes françaises en octobre 1794. Erp devint mairie et fit partie de l’administration française. Après l’annexion formelle de la Rhénanie gauche en 1802 (Lunéville), Erp devint français. Cette situation devait perdurer jusqu’à 1814. La période française a eu des conséquences importantes pour le village. Les grandes fermes, jusque-là propriété des nobles et des instituts religieux, furent vendues aux enchères et devinrent des propriétés privées.
En 1815 les Prussiens suivirent les Français. Ils gardèrent grosso modo le système administratif et juridique établie par les Français. Erp resta mairie dans le canton Lechenich, qui devint canton (Kreis) Euskirchen en 1827. Cette situation administrative devait se maintenir pendant presque 150 ans.
Vers la fin du XIXe siècle l’industrialisation commença à changer le rythme de vie dans le village qui était jusque-là entièrement consacré à l’agriculture. L’exploitation du lignite autour de Zülpich et Liblar donna aux habitants l’occasion de travailler à l’extérieur du village et de l’agriculture. En plus, en 1894, Erp fut connecté au réseau de chemin de fer, ce qui permit le transport des produits agricoles.
Lors d’un bombardement en novembre 1944, une grande partie du village fut détruite. Au début de mars 1945, le village fut occupé par des troupes américaines. Ensuite, Erp fit partie de la Zone d'occupation britannique en Allemagne et, à partir d’août 1946, du nouveau land Rhénanie-du-Nord-Westphalie (en allemand : Nordrhein-Westfalen).
En 1969, la mairie d’Erp fut intégrée dans la nouvelle ville d'Erftstadt lors de la politique de fusion de communes. En 1975, Erftstadt fut transféré du canton Euskirchen au nouveau canton Erftskreis, qui s’appelle Rhein-Erftkreis depuis 2003.

## Économie
L’agriculture, facteur économique dominante pendant des siècles, n’est plus un employeur d’importance. Le travail des champs est fait presque exclusivement par les agriculteurs eux-mêmes avec des machines de plus en plus grandes. La plupart des habitants fait la navette pour travailler à Cologne ou dans sa périphérie.

## Transport
Erp est situé sur la route fédérale (Bundesstrasse) B 265, qui relie avec Cologne et Trèves. L'accès à l’autoroute le plus proche se trouve à 7 km (A1/61).